# E・A・デュポン
エワルド・アンドリュー・デュポン（Ewald André Dupont、1891年12月25日 - 1956年12月12日）は、ドイツの映画監督。ドイツ映画のパイオニアの一人。ドイツで数本のサイレント映画を成功させた後、アメリカ、イギリスでも仕事をする。

## 経歴
1916年、新聞のコラムニストだったデュポンは脚本家となり、1918年には自身の脚本（犯罪もの）で監督デビューする。1925年、代表作『ヴァリエテ』（1925年）を発表。撮影監督はドイツ表現主義のカール・フロイントで、空間移動を表現豊かに描いた斬新なカメラワークが評価された。『ヴァリエテ』はアメリカでも公開され、ニューヨークのリアルト劇場で12週もロングランされた。
ユニバーサル・ピクチャーズのカール・レムリの目に止まり、1926年に渡米。『君が為め命捧げん』を監督するが、興行的に失敗した。
1929年、イギリスで『ピカデリィ』を監督。中国系アメリカ人女優アンナ・メイ・ウォンの好演が光った。この映画はデュポンにとって最後のサイレント映画となった。続いて同年『アトランチック』を発表。タイタニック号沈没事故を描いたもので、当時としては革新的なトーキー技術が使用された作品だった。
イギリス、ドイツ、フランスを股にかけて映画を撮った後、1933年、ユダヤ人だったデュポンはアメリカに移住する。しかし、B級映画や低予算のプログラムピクチャー（programmer）の仕事しか得られなかった。ハリウッドで機会に恵まれないことを不満に感じたデュポンは、1940年にタレント・エージェントに転身した。
しかし、『The Scarf』（1951年）で監督に復帰。1952年と1953年にはテレビシリーズ『Big Town』の脚本を26話執筆、何本かは自分で監督もした。

## 主な作品
- Europa postlagernd (1918、ドイツ)
- Mitternacht (1918、ドイツ)
- Der Teufel (1918、ドイツ)
- Die Japanerin (1919、ドイツ)
- Das Geheimnis des Amerika-Docks (1919、ドイツ)
- Die Maske (1919、ドイツ)
- Die Spione (1919、ドイツ)
- ダイヤモンド Die Apachen (1919、ドイツ)
- 大競馬 Das Derby (1919、ドイツ)
- アルコール Alkohol (1919、ドイツ)
- Der Würger der Welt (1920、ドイツ)
- Das Grand Hotel Babylon (1920、ドイツ)
- 白孔雀 Der weisse Pfau (1920、ドイツ)
- ホワイト・チャペル Whitechapel (1920、ドイツ)
- Herztrumpf (1920、ドイツ)
- Der Mord ohne Täter (1921、ドイツ)
- Kinder der Finsternis (1921、ドイツ)
- Die Geierwally (1921、ドイツ)
- Sie und die Drei] (1922、ドイツ)
- Die grüne Manuela (1923、ドイツ)
- Das alte Gesetz (1923、ドイツ)
- Der Demütige und die Tänzerin (1925、ドイツ)
- ヴァリエテ Varieté (1925、ドイツ)
- 君が為め命捧げん Love Me and the World Is Mine (1927、アメリカ)
- ムーラン・ルージュ Moulin Rouge (1928、イギリス)
- ピカデリィ Piccadilly (1929、イギリス)
- アトランチック Atlantic (1929、イギリス) - ドイツ語版、フランス語版も監督
- 二つの世界 Two Worlds (1930、イギリス) - ドイツ語版、フランス語版も監督
- Cape Forlorn (1931、イギリス) - ドイツ語版、フランス語版も監督
- 泣き笑ひの人生 Salto Mortale (1931、ドイツ) - 『ヴァリエテ』のリメイク。フランス語版も監督
- Peter Voss, der Millionendieb (1932、ドイツ)
- Der Läufer von Marathon (1933、ドイツ)
- 黄金の唄女 Ladies Must Love (1933、アメリカ)
- 脱線僧正 The Bishop Misbehaves (1935、アメリカ)
- 忘れられた顔 Forgotten Faces (1936、アメリカ)
- 息子の顔 A Son Comes Home (1936、アメリカ)
- Night of Mystery (1937、アメリカ)
- On Such a Night (1937、アメリカ)
- Love on Toast (1937、アメリカ)
- Hell's Kitchen (1939、アメリカ)
- The Scarf (1951、アメリカ)
- Pictura: An Adventure in Art (1951、アメリカ) - 7人の監督によるドキュメンタリー
- Problem Girls (1953、アメリカ)
- The Neanderthal Man (1953、アメリカ)
- The Steel Lady (1953、アメリカ)
- Return to Treasure Island (1954、アメリカ)